# Pentaneura inyoensis
Pentaneura inyoensis är en tvåvingeart som beskrevs av James E. Sublette 1964. Pentaneura inyoensis ingår i släktet Pentaneura och familjen fjädermyggor. Inga underarter finns listade i Catalogue of Life.